# 段祥兴
大理孝义帝段祥兴（？—1251年）是大理国第二十一世君主，1239年—1251年在位，他是神宗皇帝段智祥之子，年号为道隆。
1238年（一作1239年），段祥兴即位。他在位期间，正值蒙古大举南侵之时，1244年，蒙古军入侵临关（灵关，今四川芦山县西北），他派大将高泰和（高禾）率三千人出战，在九禾（今云南丽江县九河地方）先击败蒙古军，但最后结果大败而归，高泰和亦阵亡，蒙古军后因窝阔台的死而退兵。1251年，段祥兴驾崩，将大理国的烂摊子留给了他的儿子，大理国末代君主段兴智，死后谥孝义皇帝。